# المرأة في سورينام
المرأة في سورينام هن النساء اللاتي ولدنَّ  في سورينام، أو يعشن فيها، أو هن سورينام.
المرأة السورينامية تكون من عدة أعراق كشرق هندي (هندستانية)، أو ملونة، أو الكريول/الأفرو-سورينامي، أو جاوية، أو مارونية، أو الهنود الحمر، أو من أصول أخرى.
العديد من نساء سورينام يعملن في القطاع غير الرسمي وزراعة الكفاف.
توصف نساء سورينام بالـ«مركز العاطفي والاقتصادي» للأسرة (انظر أسرة مرتكزة على الأم) لا سيما في المجموعات العائلية الكريول. ومع ذلك، التقاليد البطريركية للمجموعات العائلية الهندستانية، فقد وصفتهن ليكن بمثابة المرؤوسات.
و تطعن المعايير الثقافية مثل عدم «العيش مع» شريك «بدون زواج» ويجب على العروس أن تحافظ على عذريتها حتى اتمام الزواج.
ترعى الأمهات السوريناميات الأطفال الرضع داخل الأسرة بالقرب منهن، وخاصة أثناء النوم، ولكن يتم فصلهم إلى غرفة أخرى في السن المناسب. وتشمل تربية الأطفال ممارسات أخرى من قبل النساء في سورينام حيث تحمل الأمهات «أطفالهن أثناء النهار» حتى وقت الليل عندما تضع الأمهات أطفالهن في أراجيح النوم.
رعاية الأطفال مختلفة لدى نساء المارون ونساء الهنود الحمر بسبب «ترددهن في السماح لأي شخص بلمس أطفالهن».
بشكل عام، النساء في سورينام يسمحن لأطفالهم بالـ«قضاء 5-6 سنوات الأولى» معهم.
هناك أمثال في سورينام تصف النساء السوريناميات. مثل «حساء امرأة عجوز طعمه أفضل من ثدي امرأة شابة».

## الملابس
وفقا لتقارير الدول، تختلف الجماعات العرقية النسائية في سورينام من حيث الملابس.
النساء الجاويات يرتدين عباءات تراثية. النساء من الكريول أو الأفرو-سورينامي يرتدين الكوتومايز ويرافقه منديل يد أو غطاء الرأس أو الجسم وتدعى أنجيسا (المعروف أيضا باسم أنيسة).

## نساء سورينام البارزات

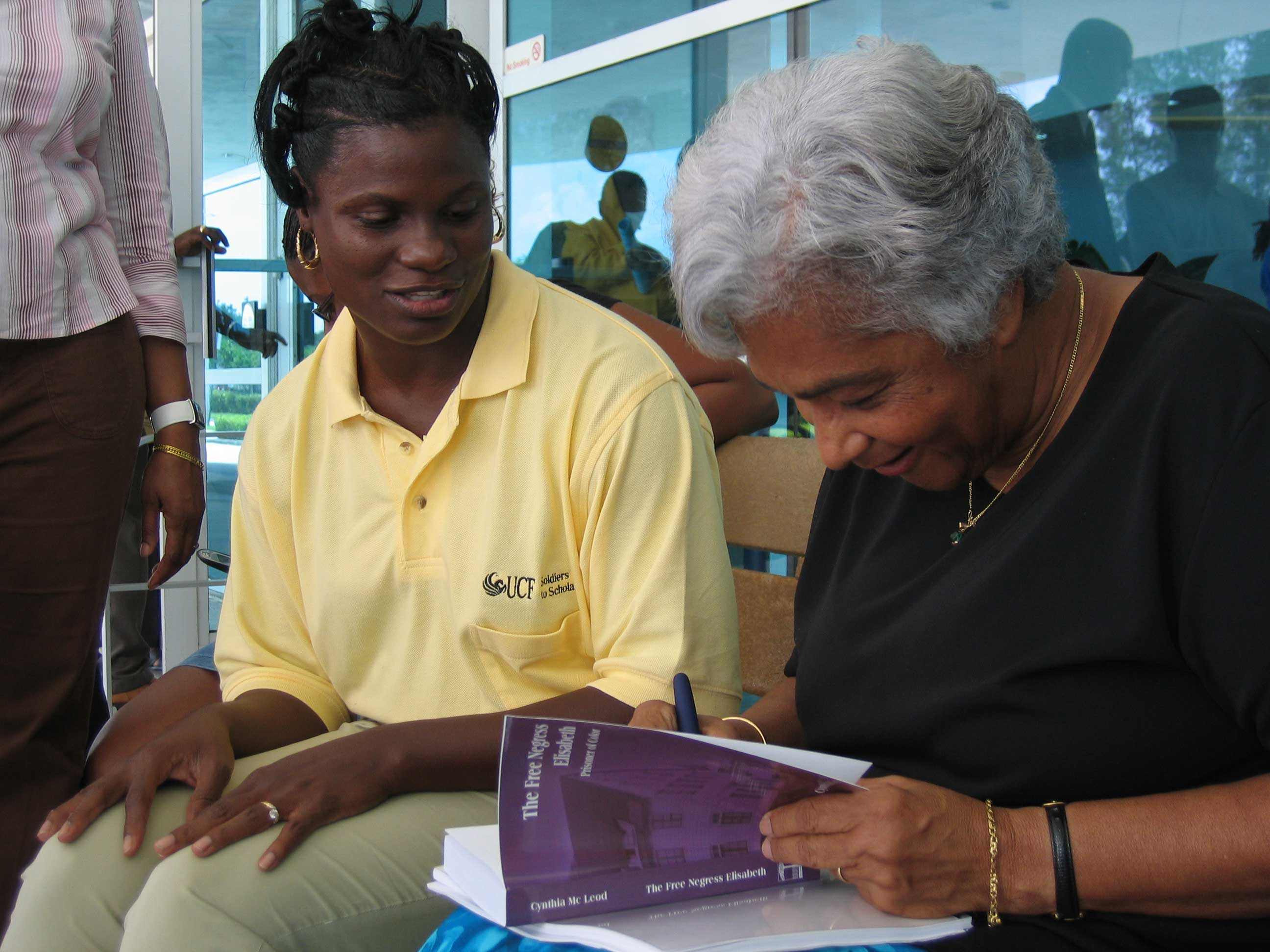
سينثيا ماكلويد (يمين) توقع على نسخة من روايتها في ميامي، فلوريدا، الولايات المتحدة الأمريكية في عام 2005

من بين الشخصيات النسائية البارزة في سورينام هي إليزابيث شمشون، سينثيا ماكلويد، مارجيك جاوالابيرساد، جنيفر سيمونز، وروث يجنبوش.
سينثيا ماكلويد (ولدت كسينثيا فيرير) هي روائية من سورينام، ونصف شقيقة للسياسي الهولندي كاثلين فيرير (الذي هو سورينامي النسب)، كتبت عن حياة إليزابيث شمشون، الزنجية الحرة البارزة في الأعمال التاريخية في سورينام لأنها أرادت أن تتزوج من الرجل الأبيض (الذي كان ممنوعا في مستعمرة سورينام خلال النصف الأول من القرن ال18).
وفقا لسينثيا، كانت إليزابيث شخصية سوداء حرة غنية في المجتمع السورينامي الذي يسيطر عليه التحيزات وتفوق البيض. كتبت سينثيا رواية آسرة للغاية بعنوان الزنجية الحرة إليزابيث، سجينة اللون.
في سياسة سورينام، أصبحت مارجيك جاوالابيرساد أول امرأة في تاريخ سورينام تتولي رئاسة الجمعية الوطنية لسورينام (البرلمان سورينامي) في 10 أكتوبر 1996، وبقيت في هذا المنصب حتى 24 يوليو 2000. ثم في 30 يونيو 2010، أصبحت جنيفر سيمونز (أصبح اسم العائلة جيرلينجز بعد الزواج) الرئيسة الإنثى الثانية للجمعية الوطنية لسورينام.
آخر سياسية إنثى في سورينام، روث يجنبوش، أصبحت أول امرأة في سورينام تعين كنائبا للرئيس.